# Концерт для скрипки з оркестром (Бетховен)
Концерт для скрипки з оркестром Людвіга ван Бетховена, ре мажор, op. 61 — єдиний в цьому жанрі закінчений твір композитора, написаний 1806 року для Франца Клемента, скрипаля і диригента оркестру Theater an der Wien. Йому ж цей твір і присвячено. Вперше виконаний 23 грудня 1806 року. 
Концерт складається з трьох частин:
1. Allegro ma non troppo (D-dur)
2. Larghetto (G-dur)
3. Rondo. Allegro (D-dur)